# Silva-Taroucové
Silva-Taroucové [tarukové] (další cizojazyčné varianty jména rodu jsou Silva Tarouca nebo Sylva-Tarouca aj.) jsou starý šlechtický rod pocházející z Portugalska. Jedna z větví rodu nesla jméno Sylva-Tarouca-Unwerth.

## Historie

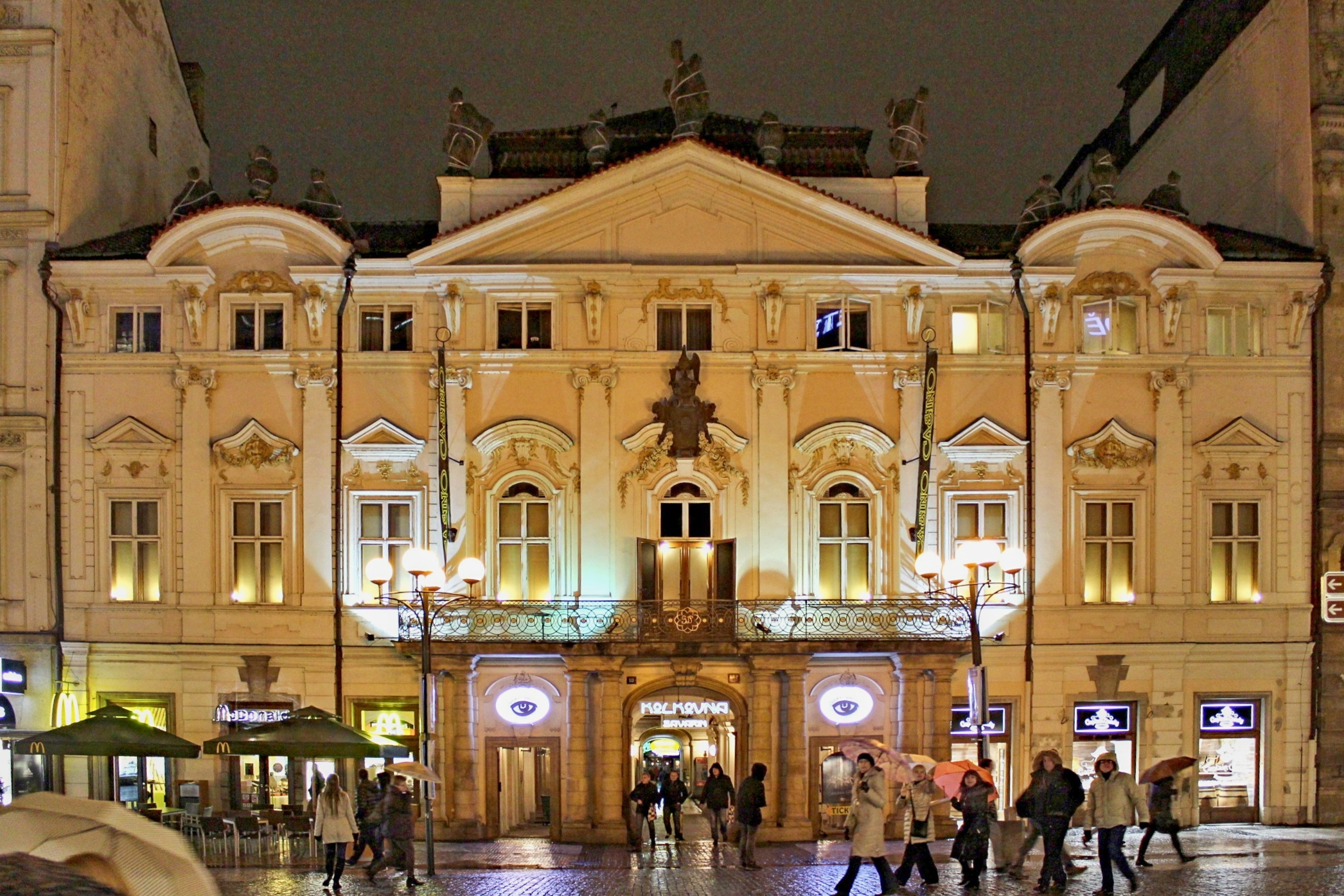
Palác Sylva-Taroucca v Praze 1 v ulici Na příkopě

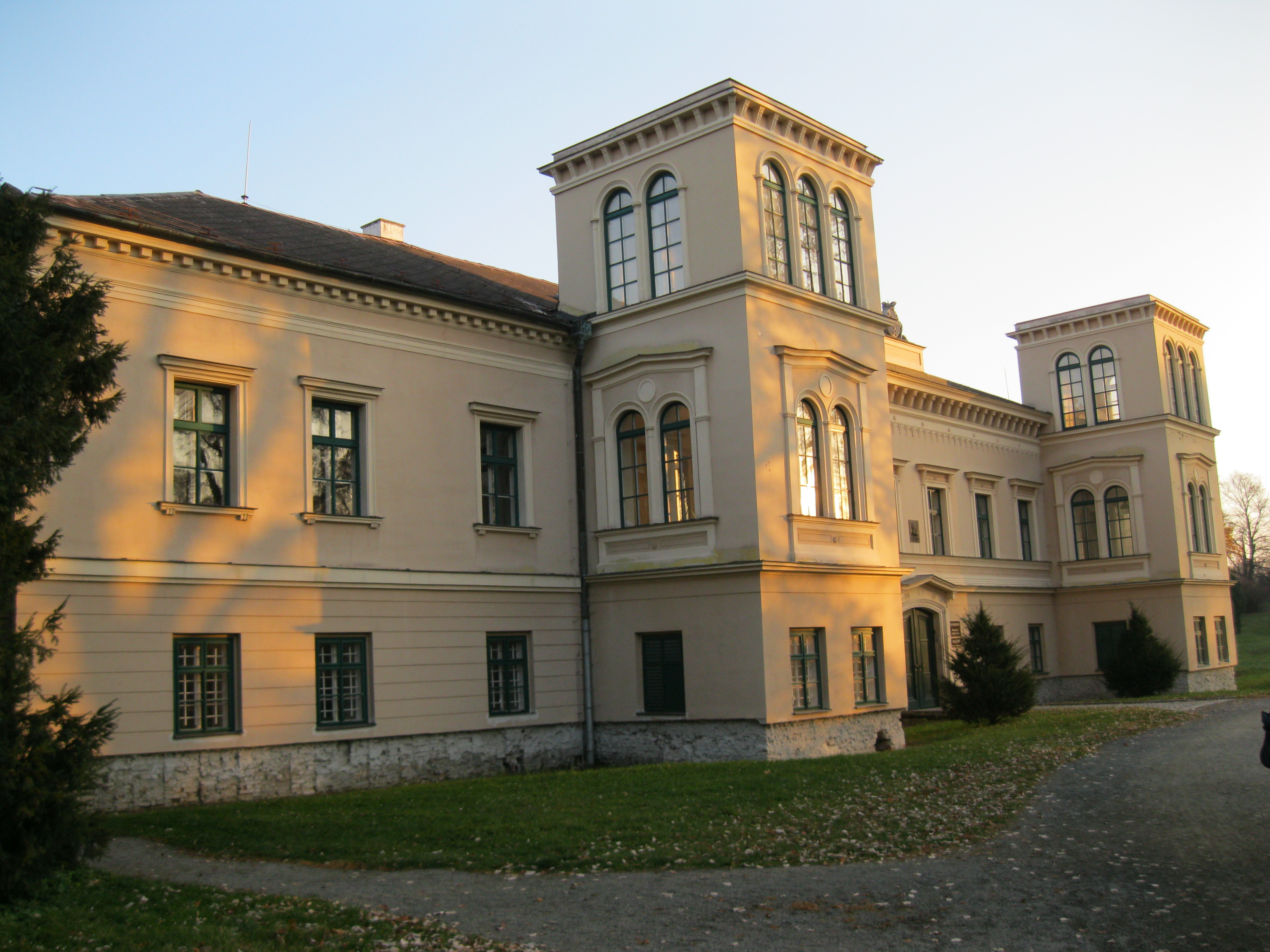
Zámek Čechy pod Kosířem

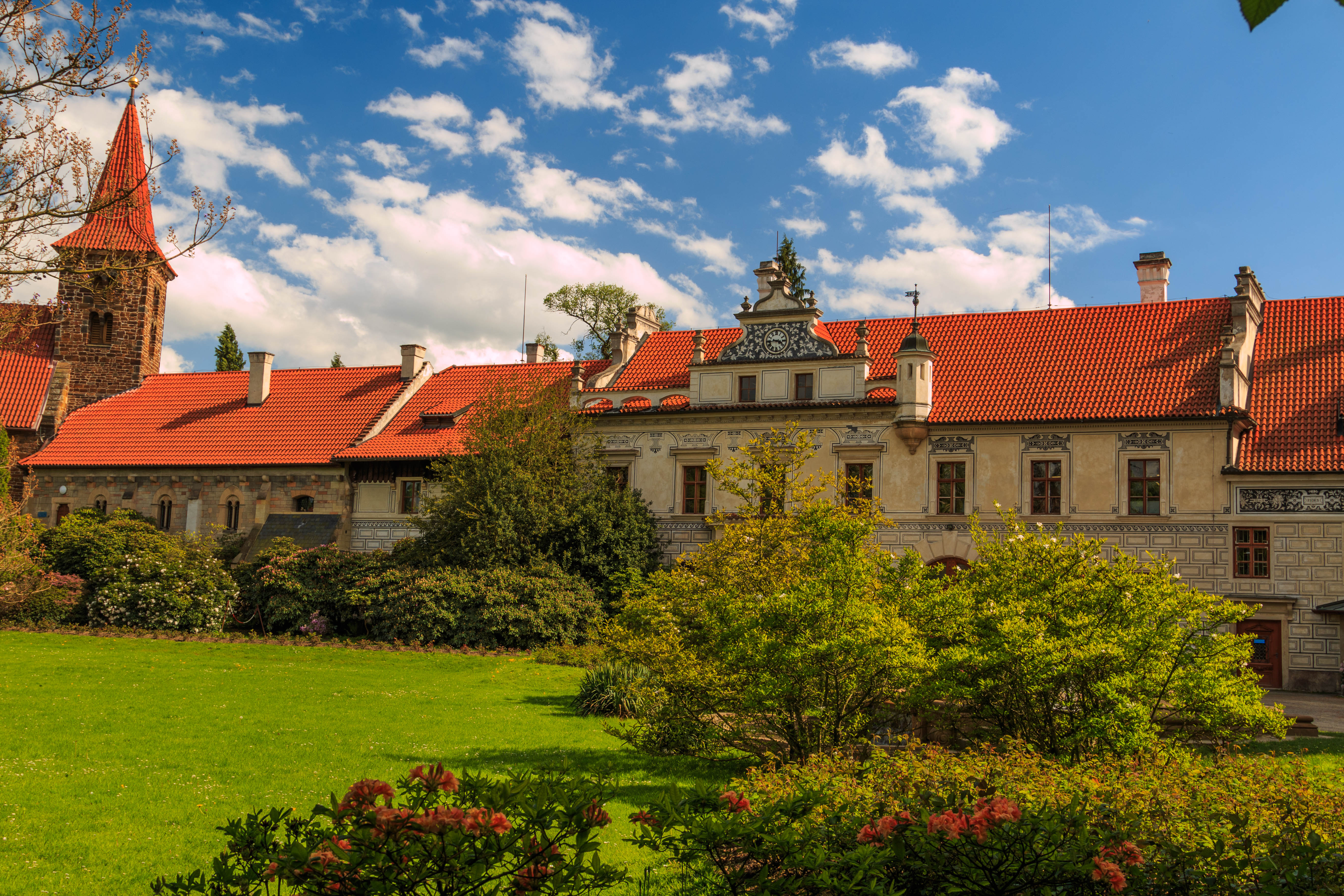
Zámek Průhonice

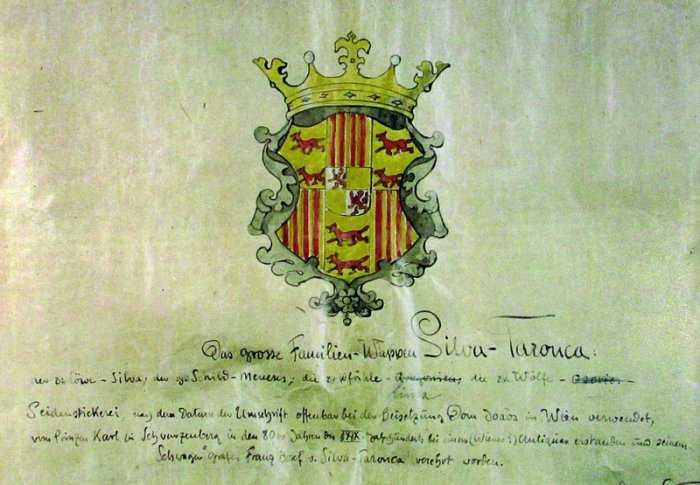
Erb rodu Silva-Tarouca na dopisním papíře.

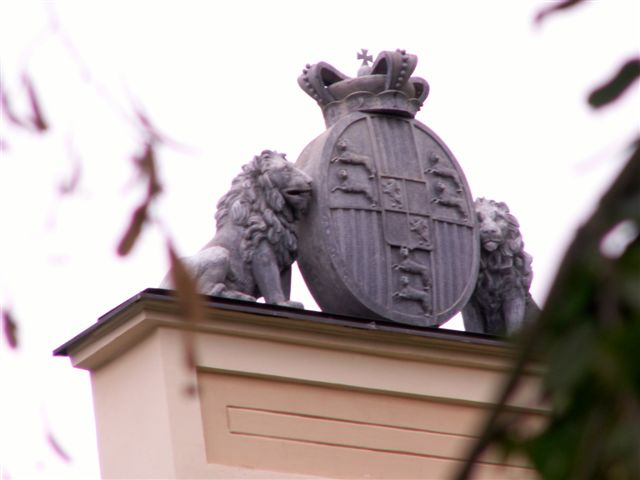
Erb rodu Silva-Tarouca nad západním vstupem do zámku v Čechách pod Kosířem

Rod Silva-Tarouca odvozuje svůj původ ze starých šlechtických rodů na Iberském poloostrově, převážně v Portugalsku. Jan Gómez de Silva (1671–1738) byl portugalským vyslancem u císařského dvora ve Vídni. Jeho choť, Joana de Menezes, byla jedinou dědičkou starého portugalského hraběcího rodu Tarouca. Jejich syn Emanuel Silva-Tarouca (1696–1771), sloužil v armádě vynikajícího vojevůdce Evžena Savojského ve válkách proti Turkům. Místo návratu do Portugalska se usídlil v habsburské monarchii, kde sloužil ve státních službách jako císařský tajný rada. Na Moravě v roce 1768 koupil panství Čechy pod Kosířem společně se statky Drahanovice a Krakovec. V roce 1771 z něho zřídil rodinný fideikomis a založil tak rakouskou (moravskou) linii silva-taroucovského rodu.
Později se vydělily ještě dvě větvě. Rod vymřel po meči Franzem Xaverem Silva-Taroucou (1895–1980), benediktinem ve štýrském klášteře Seckau, který pocházel z průhonické větve. Po přeslici rod vymřel v roce 2002 Helenou Silva-Tarouca (1923–2002) z rakouské větve.

## Osobnosti rodu
- Emanuel (1691–1771), architekt
- František Štěpán (1750–1797), botanik
- František Josef I. Lothar (1773–1835), nejprve sloužil v armádě, poté se věnoval zvelebování zadlužených panství
- Bedřich (1816–1881) vystudoval filozofii a teologii, působil jako kněz.
- František Josef II. (1858–1936), majitel velkostatku Čechy pod Kosířem, autor publikací
- Arnošt Emanuel (1860–1936) vzděláním právník, ale jeho soukromý zájem směřoval k přírodě a krajině, dendrologii a botanice. Od roku 1908 byl prezidentem Dendrologické společnosti Rakousko-Uherska, jejímž byl spoluzakladatelem a významně ji podporoval. Působil jako poslední rakousko-uherský c.k. ministr orby a výživy v letech (1917–1918).
- František Arnošt (1890–1943), poslední soukromý majitel velkostatku a zámku Čechy pod Kosířem

## Erb
Hlavní štít se skládá ze šesti polí, tři z nich vyplňují vlci patřící rodu Osorio, ve zbylých třech se nacházejí pruhy Aragonie. V srdečním štítku vidíme lva z erbu Silvů a prázdné pole rodu Menezesů.